# 苓北町立坂瀬川小学校
苓北町立坂瀬川小学校（れいほくちょうりつ さかせがわしょうがっこう）とは、熊本県天草郡苓北町坂瀬川にある小学校。

## 沿革
- 1875年（明治8年）6月 - 公立坂瀬川小学校創立
- 1896年（明治29年）8月 - 木場分教場設置
- 1912年（明治45年）4月 - 鶴分教場設置
- 1916年（大正5年）4月 - 坂瀬川尋常高等小学校と改称
- 1931年（昭和6年）3月31日 - 木場分教場廃止
- 1941年（昭和16年） - 坂瀬川国民学校と改称
- 1944年（昭和19年）3月31日 - 鶴分校廃止
- 1947年（昭和22年）4月1日 - 坂瀬川村立坂瀬川小学校と改称
- 1949年（昭和24年） - 鶴分校再開
- 1955年（昭和30年） - 苓北町立坂瀬川小学校と改称
- 1979年（昭和54年） - 鶴分校廃止

### 学校周辺
- 国道324号
- 天草灘